# Grand Orient lusitanien
Le Grand Orient lusitanien (GOL) créée en 1802 est la première obédience maçonnique fondée au Portugal. Elle s’inscrit dans le courant adogmatique et libéral de la franc-maçonnerie. Elle porte le nom de Grand Orient du Portugal entre 1849 et 1867. Elle connait diverses périodes de développement et d'interdiction en lien avec l'histoire politique du pays, dans laquelle elle est parfois impliquée.

## Histoire
Créé au début du XIXe siècle, le Grand Orient lusitanien obtient la reconnaissance de la franc-maçonnerie anglaise en 1802. Sebastião José de São Paio devient le premier grand-maître, l'obédience fait état d'une huitaine de loges maçonniques à  Lisbonne et plusieurs dans les provinces et colonies, dont quelques-unes au Brésil. Entre 1809 et 1810, de nouvelles persécutions mettent un terme à l'activité maçonnique du pays, qui ne renaît qu'à l'issue de l'invasion napoléonienne. De nouvelles persécutions en 1817 condamnent à mort par pendaison le grand maître de l'ordre Gomes Freire de Andrade, qui a pris part à la conspiration libérale contre la monarchie absolue. De 1826 à 1828 une brève reconstitution du Grand Orient et de la franc-maçonnerie ne résiste pas aux persécutions miguelistes et la plupart des francs-maçons se rallient à  Pedro IV, grand maître de la franc-maçonnerie brésilienne.